# شرکت نفت سیلان
شرکت نفت سیلان (انگلیسی: Ceylon Petroleum Corporation) شرکت دولتی نفت و گاز سری‌لانکایی است، که در سال ۱۹۶۲ تأسیس شد.